# Maria Kiwanuka
Maria Kiwanuka là một chuyên gia kinh tế, doanh nhân và chính trị gia người Uganda. Bà từng là Bộ trưởng Bộ Tài chính trong nội các của Uganda từ 27 Tháng 5 năm 2011 đến ngày 1 tháng 3 năm 2015. Từ năm 2015, bà là Cố vấn cao cấp cho Tổng thống Uganda về các vấn đề tài chính, chịu trách nhiệm về các tổ chức Bretton Woods.

## Tổng quan
Trước khi được bổ nhiệm vào nội các, Kiwanuka là Giám đốc điều hành của Radio One và đài chị em của nó là Radio Two, được biết đến với tên địa phương là Akaboozi FM, trong đó gia đình bà sở hữu cổ phần đa số. Bà cũng từng là thành viên hội đồng quản trị không điều hành trong Hội đồng quản trị của Quỹ Aga Khan (Đông Phi), Nabagereka Development Trust, Đại học Nkumba, Ngân hàng Phát triển Uganda và Stanbic Bank Uganda Limited.

## Bối cảnh và giáo dục
Kiwanuka được sinh ra ở Kampala, thủ đô của Uganda vào ngày 12 tháng 5 năm 1955. Kiwanuka học tại trường trung học Gayaza, một trường trung học nội trú nữ sinh có uy tín, nằm cách 26 kilômét (16 mi), theo đường bộ, phía đông bắc của Campuchia, tốt nghiệp năm 1973. Năm 1974, bà học Đại học Makerere, tổ chức giáo dục đại học lâu đời nhất ở Uganda. Kiwanuka tốt nghiệp năm 1977 với bằng Cử nhân Thương mại (BCom). Sau đó, bà theo đuổi con đường học vấn tại Trường Kinh doanh Luân Đôn tại Vương quốc Anh, tốt nghiệp Thạc sĩ Quản trị Kinh doanh (MBA).

## Kinh nghiệm làm việc
Bắt đầu khoảng năm 1980, cô làm việc hơn mười năm với Ngân hàng Thế giới, với tư cách là Chuyên gia phân tích kinh tế và tài chính cho khu vực Đông Á và Nam Phi. Cụ thể, Kiwanuka làm việc với các dự án ở Miến Điện, Ma-la-uy, Swaziland và Uganda. Sau khi rời khỏi Ngân hàng Thế giới, bà trở về quê hương của mình và kinh doanh tư nhân. Cùng với các thành viên trong gia đình, Kiwanuka thành lập doanh nghiệp trong các lĩnh vực phát thanh, xuất bản, bất động sản và tư vấn kinh tế. Bà làm cố vấn tài chính cho Nabagereka của Buganda từ đầu những năm 2000. Trong một cuộc cải tổ nội các vào ngày 1 tháng 3 năm 2015, Kiwanuka đã bị loại khỏi Nội các và được bổ nhiệm làm Cố vấn tài chính cấp cao cho Tổng thống.

## Thông tin cá nhân
Maria Kiwanuka kết hôn với Mohan Kiwanuka, Giám đốc điều hành của Oscar Industries Limited. Năm 2007, bốn năm trước khi Maria Kiwanuka được bổ nhiệm làm Bộ trưởng Tài chính, chồng bà đã được liệt kê là một trong những người giàu có nhất ở Uganda.